# اسکناس یکصدهزار ریالی
اسکناس یکصدهزار ریالی یا ۱۰٬۰۰۰ تومانی یکی از اسکناس‌های رایج در ایران است. این اسکناس از روز چهارشنبه ۲ تیر ۱۳۸۹ در بانک‌های ایران توزیع شد. اسکناس ده هزار تومانی دهمین برگ اسکناسی است که به مجموعه اسکناس‌های رایج در کشور ایران اضافه شده‌است.

## مشخصات
رنگ اسکناس: سبز زیتونی
ابعاد اسکناس: ۷۹ در ۱۶۶ میلی‌متر
کاغذ: پنبه‌ای

ده هزار تومانی از کاغذ پنبه‌ای با رنگ سبز زیتونی در ابعاد ۷۹ در ۱۶۶ میلی‌متر است که برای نخستین بار در ایران دو رشته نخ امنیتی در آن به کار رفته‌است و در مقابل عواملی چون آب، مواد شوینده، پارگی، تای مضاعف و کشش از مقاومت کافی برخوردار است که درصورت استفاده صحیح عمر واقعی آن بین ۷ تا ۸ سال برآورد شده‌است.

### مشخصات روی اسکناس
روی ده‌هزار تومانی مانند سایر اسکناس‌های رایج کنونی تصویر آیت‌الله خمینی نقش بسته‌است و در سمت راست آن از تصویر معرق کاری مسجد جامع یزد که از نقوش اسلیمی است استفاده شده‌است.

### مشخصات پشت اسکناس
پشت این اسکناس، تصویری از آرامگاه سعدی و بیت مشهور
| بنی‌آدم اعضای یک دیگرند |  | که در آفرینش ز یک گوهرند |

از بوستان سعدی است که به خط نستعلیق به همراه ترجمه انگلیسی آن به‌صورت In creation of one essence and soul/ Human beings are members of a whole، چاپ شده‌است. در پشت آرامگاه سعدی نیز محرابی است که طرح آن از معرق کاری در ورودی گنبد سرخ مراغه گرفته شده‌است. در طراحی این اسکناس همچنین از شمسه گچ بری امامزاده عبدالله شوشتر که معروف به گره چینی است و شمسه‌های دیگری از صحن حرم امام رضا بهره گرفته شده‌است. در قسمت بالای پشت اسکناس و در قسمت سمت چپ در بخش‌های عرضی و در لبه پایین آن از نقوش فرش‌های اصیل ایرانی استفاده شده‌است. بخش‌هایی از این اسکناس شامل پرتره خمینی، حاشیه و نوشته‌ها واقع بر روی اسکناس و آرامگاه سعدی، حاشیه و نوشته‌ها در پشت اسکناس دارای چاپ برجسته می‌باشند که برجستگی این سطوح در مقایسه با چاپ‌های دیگر به سادگی به وسیله انگشتان دست قابل لمس است.

### ویژگی امنیتی
این اسکناس دارای سه سطح امنیتی است که در سطح اول قابل تشخیص توسط عام مردم از طریق نخ‌های امنیتی و واترمارک است. در سطوح دیگر موارد امنیتی این اسکناس قابل تشخیص توسط متصدیان بانکی و کارشناسان با استفاده از ابزاری نظیر دستگاه لامپ یو وی و در مرحله سوم نیز تنها کارشناسان بانک مرکزی توانایی تشخیص سطوح امنیتی آن را دارند. درج تصویر سه بعدی آیت‌الله خمینی به صورت واترمارک در این اسکناس و همچنین عدد ۱۰۰ هزار ریال به صورت لاتین در زیر پرتره تصویر ایشان از دیگر موارد امنیتی است. در این اسکناس دو نوع نخ امنیتی استفاده شده که یک رشته آن نخ پنجره‌ای و از نوع هولوگرام و طول ۲٫۵ میلی‌متر و آرم بانک مرکزی در وسط آن است. نخ امنیتی دیگر به‌طور پنهان و از جنس پولیستر با عرض یک میلی‌متر در میان کاغذ و با نوشته بانک مرکزی بر روی آن تحت تابش اشعه ماورای بنفش با سه رنگ سبز، آبی و قرمز قابل مشاهده‌است. وجود الیاف فلورسنتی نامرئی در خمیره کاغذ که تحت تابش اشعه ماورای بنفش در چهار رنگ سبز، زرد، آبی و قرمز قابل مشاهده‌است از دیگر مشخصه‌های امنیتی این اسکناس می‌باشد.

## حواشی
هنگام انتشار اسکناس، اظهاراتی مبنی بر اشتباه بودن شعر سعدی بر پشت اسکناس، طرح شد. در پاسخ، مدیرکل سازمان تولید اسکناس و مسکوک، اعلام کرد بانک مرکزی پیش از انتشار اسکناس، نظر فرهنگستان زبان و ادب فارسی را دربارهٔ این شعر پرسیده و آن‌ها به بانک مرکزی گفته‌اند: درج کلمه «یکدیگرند» نسبت به کلمه «پیکرند» ارجح‌تر و صحیح‌تر است. مؤسس مرکز سعدی‌شناسی نیز دربارهٔ اصالت بیت مشهور «بنی‌آدم اعضای یکدیگرند / که در آفرینش ز یک گوهرند» که پشت اسکناس‌های ۱۰ هزار تومانی درج شده گفت: این بیت مشهورتر است هر چند به همان اندازه از اصالت دورتر است. غلامحسین یوسفی در توضیحات گلستان (ص ۲۶۴) در تأیید و تأکید درستی این مطلب چنین می‌نویسد: «اعضای یکدیگرند»: چنین است در همه نسخه‌ها. مجتبی مینوی در پاسخ اظهارنظری مبنی بر ترجیح ضبط «اعضای یک پیکرند» (رک: یغما ۱۰/۵۲۴) چنین نوشته‌است: «صحیح این شعر سعدی همین‌طور است (اعضای یکدیگرند) … مضمون از عبارات معروف عصر سعدی بوده و او جمله‌ای را که زبانزد بوده‌است به قلم درآورده است.» حبیب یغمایی در تأیید نظر مذکور گفته‌است: «در بیست سال قبل که با مرحوم فروغی کلیات سعدی را برای تجدید چاپ آماده می‌کردیم نسخه‌های بسیار معتبر و قدیم که تاریخ کتابت آن‌ها از ۷۱۷ و ۷۲۴ به بعد بود در اختیار داشتیم. در همه این نسخه‌ها… قطعه معروف «بنی‌آدم اعضای یکدیگرند» به همین عبارت نوشته شده و تاکنون هیچ نسخه‌ای از قدیم و جدید، خطی و چاپی به نظر اهل ادب نرسیده که به عبارتی جز این باشد :بنابراین جهات بر اهل ادب و طبع فرض است که این قطعه معروف را همچنان که سعدی فرموده و از عصر او تاکنون در همه نسخه‌ها نقل و کتابت شده بدانند و بخوانند: بنی آدم اعضای یکدیگرند / که در آفرینش ز یک گوهرند (یغما ۱۱/۴۵–۴۶)».
اعضای یکدیگرند درست است. زیرا اگر به معنای آیه
مَنْ قَتَلَ نَفْسًا بِغَیْرِ نَفْسٍ أَوْ فَسادٍ فِی اْلأَرْضِ فَکَأَنَّما قَتَلَ النّاسَ جَمیعًا وَ مَنْ أَحْیاها فَکَأَنَّما أَحْیَا النّاسَ جَمیعًا. (مائده: ۳۲)
هر کس، فردی را بدون ارتکاب قتل یا فساد در روی زمین بکشد، چنان است که گویی همه انسان‌ها را کشته و هر کس انسانی را از مرگ رهایی بخشد، چنان است که گویی همه مردم را زنده کرده‌است.
دقت نماییم فقط در صورتی با کشتن یک فرد تمام افراد بشر کشته می‌شوند که تمام بشر اعضای بدن آن فرد را تشکیل دهند حال فرض نمایید که بشر اعضای یک پیکر باشند آنگاه با کشته شدن یک فرد فقط یک عضو از آن پیکر از بین رفته نه تمام آن پیکر.